# Lancrans

Lancrans este o comună în departamentul Ain din estul Franței.